# Triemli

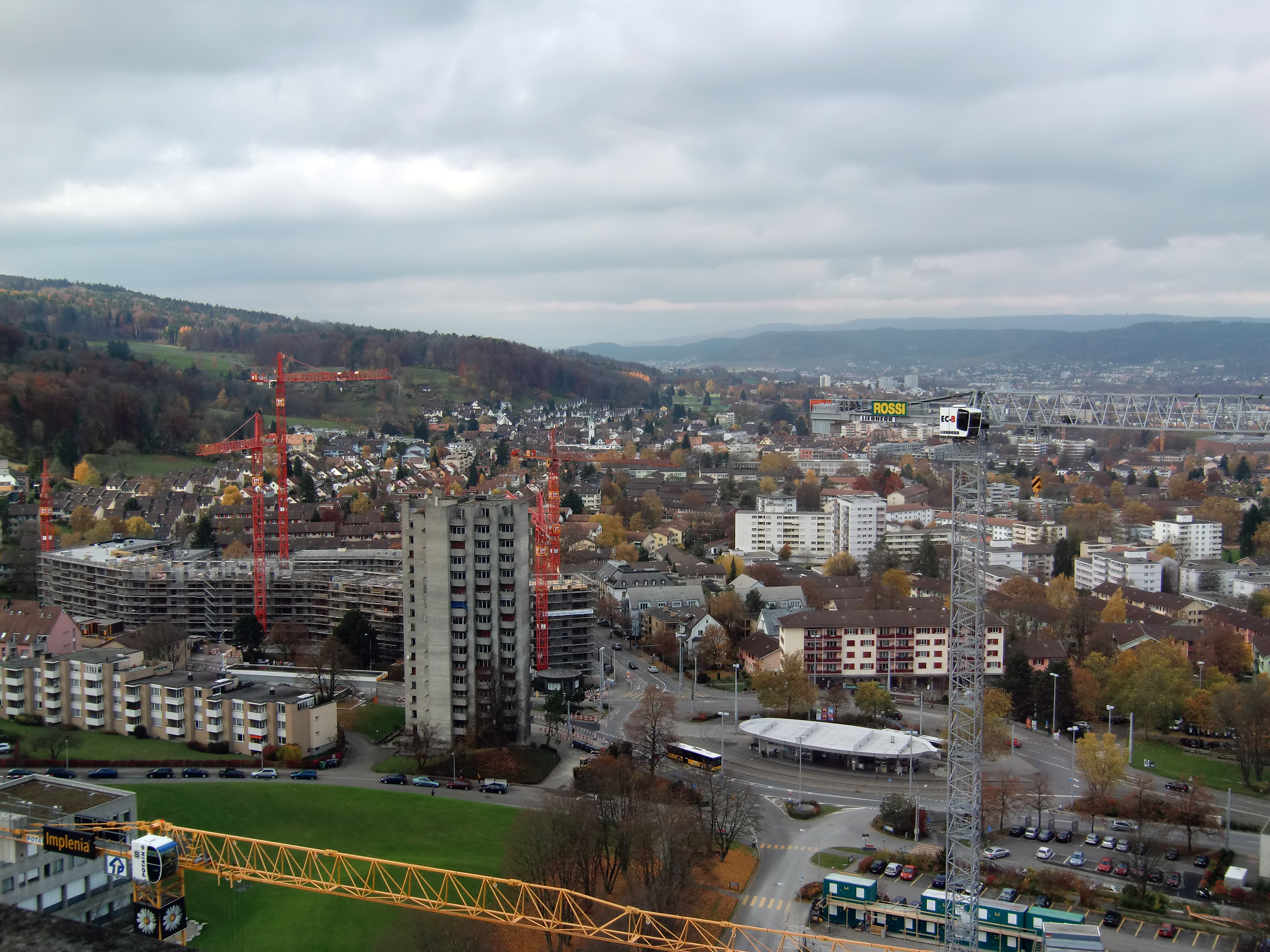
Blick auf den Triemli-Platz vom Stadtspital Triemli

Das Triemli ist ein Platz und Verkehrsknotenpunkt auf 453 m ü. M. in der Stadt Zürich.

## Wappen
Blasonierung
In Blau ein silberner Schrägbach, oben begleitet von einem goldenen Tatzenkreuz, unten von einer gestürzten goldenen Pflugschar

## Lage
Das Triemli liegt im Stadtteil Wiedikon (Kreis 3), auf dem Gebiet des Quartiers Friesenberg.
Aufgrund seiner Lage am südwestlichen Ende der Stadt Zürich, zwischen den Bezirken Dietikon und Affoltern gelegen, ist es ein wichtiger Verkehrsknotenpunkt des öffentlichen und privaten Verkehrs.
Das Triemli erschliesst auch das Naherholungsgebiet des Uetlibergs. So führt beispielsweise der im Winter als Schlittelweg beliebte Hohensteinweg bis zur Bergstation der Uetlibergbahn.

## Geschichte
Der Flurname Triemli findet erst seit Beginn des 19. Jahrhunderts Verwendung, lässt sich aber bis ins 15. und 16. Jahrhundert zurückverfolgen. Im Jahr 1551 wurde «Trüembach» und später «Trüebenbach» als Name für einen Bach erwähnt. Im 17. und 18. Jahrhundert etablierten sich «Trimbach», «Trüemli» und «Trüemlibach».
Umgangssprachlich wird Triemli für das Stadtspital Triemli und das umliegende Gebiet gleichermassen verwendet.

## Verkehr

### Öffentlicher Verkehr
Sein 'eigenes' Tram und Zugang zum öffentlichen Verkehr erhielt Wiedikon mit der Städtischen Strassenbahn Zürich (StStZ), welche im Jahr 1898/99 die Tramlinie Hauptbahnhof–Sihlbrücke–Werdstrasse–Heuried eröffnete. Die Tramstrecke wurde 1926 vom Heuried zum Triemli verlängert.
Die Verkehrsbetriebe Zürich (VBZ) stellen die Anbindung an das Stadtzentrum mit den Tramlinien 14 und 9 (zu den Hauptverkehrszeiten) bis zur Haltestelle Triemli sicher, zudem verkehren die Trolleybuslinie 33 zur Haltestelle Triemli und die Autobuslinien 80 bis Triemlispital (abends nur bis Triemli) und 89 bis Schweighof. Die Haltestelle Triemli wird zudem von den Postautolinien 215, 220, 235, 245 und 350 bedient.
Die Uetlibergbahn (S10) (Haltestelle Triemli SZU) der Sihltal-Zürich-Uetliberg-Bahn (SZU) verläuft quer durch Wiedikon, wo sie vier Haltestellen bedient und weist seit der Verlängerung zum Zürcher Hauptbahnhof, analog zur Sihltalbahn, steigende Fahrgastzahlen auf. Die Bahn verlässt ab Triemli tariflich das Stadtgebiet, verläuft allerdings bis zur Endstation Uetliberg weitgehend auf Wiediker Boden.

### Individualverkehr
Das Triemli durchqueren mehrere Verkehrsachsen, wobei die wichtigste, nach Birmensdorf, den Individualverkehr in die südwestlich angrenzenden Gemeinden der Bezirke Dietikon und Affoltern sicherstellt.